# جايسون روبوتهام
جايسون روبوتهام (بالإنجليزية: Jason Rowbotham)‏ هو لاعب كرة قدم بريطاني في مركز ظهير ‏، ولد في 3 يناير 1969 في كارديف في المملكة المتحدة. شارك مع منتخب ويلز لكرة القدم. أما مع النوادي، فقد لعب مع ريث روفرز وسكونثورب يونايتد وشروزبري تاون ونادي بارتيك ثيسل ونادي بليموث أرجايل ونادي توركي يونايتد ونادي سانت ميرين ونادي هيرفورد ونادي ويموث وويكمب وندررز.

## وصلات خارجية
- جايسون روبوتهام على موقع قاعدة بيانات كرة القدم.إي يو (الإنجليزية)
- جايسون روبوتهام على موقع Soccerbase.com (لاعب) (الإنجليزية)